# Потік відмов
Поті́к відмо́в — послідовність відмов, що виникають одна за одною у випадкові моменти часу. Якщо у деякому інтервалі часу між t1 та t2 сталося n відмов, то очевидно, що n є випадковою величиною для цього інтервалу і випадковою функцією часу для {\displaystyle 0\leq t\leq \infty }.

## Основні визначення
Відновлюваний об'єкт під час експлуатації може знаходитися у одному з двох станів: працездатному або непрацездатному. За всю експлуатацію послідовність відмов складає їх потік. Якщо потік не передбачає одночасної появи двох або більше відмов, то такий потік називається ординарним.
Потік вважається стаціонарним, якщо на однаковому наробітку Δt імовірність відмов залежить лише від величини (тривалості) цього наробітку і не залежить від початку його відліку.
Потік вважається без післядії, якщо імовірність виникнення певного числа відмов за наробіток Δt не залежить від того, скільки було відмов до початку цього наробітку і як ці відмови були розподілені перед цим відрізком часу. Відсутність післядії означає, що закон розподілу числа відмов на довільному інтервалі часу не залежить від реалізації функцій розподілу потоку до і після цього інтервалу часу
Якщо всі елементи системи працюють одночасно а потік відмов є ординарним, стаціонарним та не має післядії, то він називається найпростішим. Поняття «найпростіший потік» широко вживається в математичних моделях надійності.

## Модель найпростішого потоку відмов

### Характеристики потоків відмов
Параметр потоку відмов {\displaystyle \omega (t)} — густина імовірності відмов для моменту часу, що розглядається, тобто границя відношення імовірності хоча б одної відмови в інтервалі часі від t до t + Δt до цього інтервалу:
{\displaystyle \omega (t)=\lim _{\Delta t\to 0}{\frac {Q(t,t+\Delta t)}{\Delta t}}={\frac {n(t,t+\Delta t)}{N_{0}\Delta t}}}, (год−1).
Інтенсивність (миттєва щільність) потоку відмов — математичне сподівання числа відмов за одиницю часу:
{\displaystyle \lambda (t)=\lim _{\Delta t\to 0}{\frac {M[n(t,t+\Delta t)]}{\Delta t}},}
де {\displaystyle M[n(t,t+\Delta t)]} дорівнює математичному сподіванню числа відмов на інтервалі {\displaystyle \Delta t}

### Властивості найпростішого потоку відмов
1) Відмови, що утворюють найпростіший потік, розподілені за законом Пауссона, тобто імовірність {\displaystyle Q_{m}(t)} виникнення m відмов протягом інтервалу часу від 0 до t визначається наступним виразом:
{\displaystyle Q_{m}(t)={\frac {(\lambda t)^{m}}{m!}}e^{-\lambda t},m=0,1,2...,}
де {\displaystyle \lambda } — інтенсивність потоку відмов.
2) Закон розподілу інтервалів часу між сусідніми відмовами є показниковим, тобто {\displaystyle \phi (t)=\lambda t^{-\lambda t}}.
3) Інтенсивність найпростішого потоку збігається з його параметром, тобто {\displaystyle \omega =\lambda }.
4) Сума великої кількості найпростіших потоків протягом часу 0,t утворює також найпростіший потік з інтенсивністю {\displaystyle \lambda _{0}}, що дорівнює сумі інтенсивностей відмов складових потоків протягом того ж часу: {\displaystyle \lambda _{0}=\sum {i}\lambda _{i}}.